# Juan Alighieri
Juan Alighieri fue un actor de Argentina que desde fines de la década de 1940 hasta finales de la década de 1970 cumplió breves papeles de reparto en películas de ese país.

## Filmografía
Actor
- Un idilio de estación   (1978)
- Soñar, soñar   (1976)
- ¿Qué es el otoño?    (1976)
- Boquitas pintadas    (1974)
- Adiós Alejandra   (1973)
- Autocine mon amour    (1972)
- La maffia   (1972) …Hombre en reñidero
- Un guapo del 900   (1971)
- La gran ruta   (1971)
- Muchacho que vas cantando   (1971)
- Amalio Reyes, un hombre   (1970)
- Joven viuda y estanciera   (1970)
- Con alma y vida   (1970) …Hombre en cárcel
- Los muchachos de antes no usaban gomina   (1969)
- Póker de amantes para tres   (inédita) (1969)
- Martín Fierro    (1968)
- Orden de matar   (1965) …Asistente de Mauro
- Canuto Cañete, conscripto del siete   (1963) …El Nene
- Mi esqueleto   (1959)
- Amor prohibido   (1958)
- El barro humano   (1955) …Manolo
- La dama del mar   (1954)
- La calle del pecado   (1954)
- Caídos en el infierno   (1954) …Empleado agencia de viajes
- Los problemas de Papá    (1954)
- Derecho viejo   (1951)
- Suburbio    (1951)
- El seductor   (1950) …Julián Rosales 2
- Almafuerte